# Winrich Kolbe
Winrich Ernst Rudolf Kolbe (1940 – setembre de 2012) va ser un director de televisió i productor de televisió alemany estatunidenc conegut sobretot per dirigir 48 episodis de Star Trek en quatre sèries de televisió. Aquestes van incloure Totes les coses bones...", guanyador del premi Hugo, que va ser el final de la sèrie Star Trek: La nova generació. També va dirigir l'estrena de la sèrie Star Trek: Voyager, "El Guardià", i va participar en el càsting de la sèrie.

## Carrera
Kolbe va néixer el 1940. Va ser reclutat durant la Guerra del Vietnam. Va servir com a observador d'artilleria a l'exèrcit.
Després del seu servei militar, va començar la seva carrera a la televisió durant la dècada de 1970, va ser el productor associat de Battlestar Galactica. També va dirigir un episodi de la sèrie, "Baltar's Escape". Abans del seu treball a Star Trek, va treballar en diverses sèries, incloent-hi episodis de Knight Rider i Spenser: For Hire protagonitzada per Avery Brooks, a qui dirigiria una vegada més a Star Trek: Deep Space Nine.

#### Star Trek
Kolbe va dirigir 48 episodis de Star Trek en quatre sèries, incloent-hi La nova generació (16 episodis), Voyager (18 episodis), Deep Space Nine (13 episodis) i Enterprise (1 episodi). Aquests incloïen el final de la sèrie de TNG, "Totes les coses bones...", que va ser guardonat amb el Premi Hugo a la millor representació dramàtica de 1995 (versió llarga).
Va dirigir l'estrena de la sèrie Voyager, "El Guardià", pel qual va participar en el càsting. Un dels assumptes més destacats en els quals va participar va ser el càsting del capità, i va ser un dels membres del personal que va pressionar per una capitana en contra dels desitjos de Paramount Pictures. Va dir que "Vam fer alguns intents de buscar actors masculins per al paper quan el temps s'acabava i semblava que podríem tenir un problema, però cada vegada que un home llegia per a Janeway, no m'ho acabava d'entendre. Hi ha una diferència que una dona aportaria que tots vam pensar que era important". Més tard va dir sobre el càsting de Kate Mulgrew després que Geneviève Bujold abandonés el paper: "És molt femenina, però pot gestionar qualsevol situació. La seguiria. Realment és meravellosa".
El seu únic episodi d' Enterprise va ser "Silent Enemy".

### Docència
Va treballar com a professor al Savannah College of Art and Design després de retirar-se de la direcció el 2003 i retirar-se d'aquest càrrec el 2007.

## Vida personal i mort
Durant els primers anys de Voyager, va sortir amb Kate Mulgrew durant uns tres anys. Va morir el setembre de 2012 després de diversos anys de salut decaiguda. Després de la seva mort, el 2013 es va atorgar un Premi Memorial en el seu nom com a part dels Premis SCADemy del departament de cinema i televisió del Savannah College of Art and Design.

## Filmografia selecta
- Ice Planet (2001)

### Director de televisió
- 24
- Angel
- Automan
- In the Heat of the Night
- Knight Rider
- Lois & Clark: The New Adventures of Superman
- Magnum, P.I.
- Millennium
- Space: Above and Beyond
- Star Trek: Deep Space Nine
- Star Trek: Enterprise
- Star Trek: La nova generació
- Star Trek: Voyager
- Tales of the Gold Monkey
- Threat Matrix (com a Rick Kolbe)
- T.J. Hooker
- Voyagers!
- War of the Worlds
- Hunter

### Productor de televisió
- Battlestar Galactica
- McCloud
- Quincy, M.E.